# تپه دل زه
تپه دل زه مربوط به سده‌های میانه دوران‌های تاریخی پس از اسلام است و در شهرستان الیگودرز، بخش بشارت، دهستان پیشکوه ذلقی، ۴۰۰ متری جنوب شرقی روستای شرالی واقع شده و این اثر در تاریخ ۱۸ اسفند ۱۳۸۷ با شمارهٔ ثبت ۲۵۲۶۱ به‌عنوان یکی از آثار ملی ایران به ثبت رسیده است.